# باشگاه فوتبال آمریکا ده کالی
باشگاه فوتبال آمریکا ده کالی (انگلیسی: América de Cali) یک باشگاه فوتبال در شهر کالی، کلمبیا است.
این باشگاه که در سال ۱۹۲۷ تأسیس شده‌است سابقه ۱۵ قهرمانی در لیگ سری آ کلمبیا را در کارنامه دارد.